# Rivadavia (departamento de San Juan)

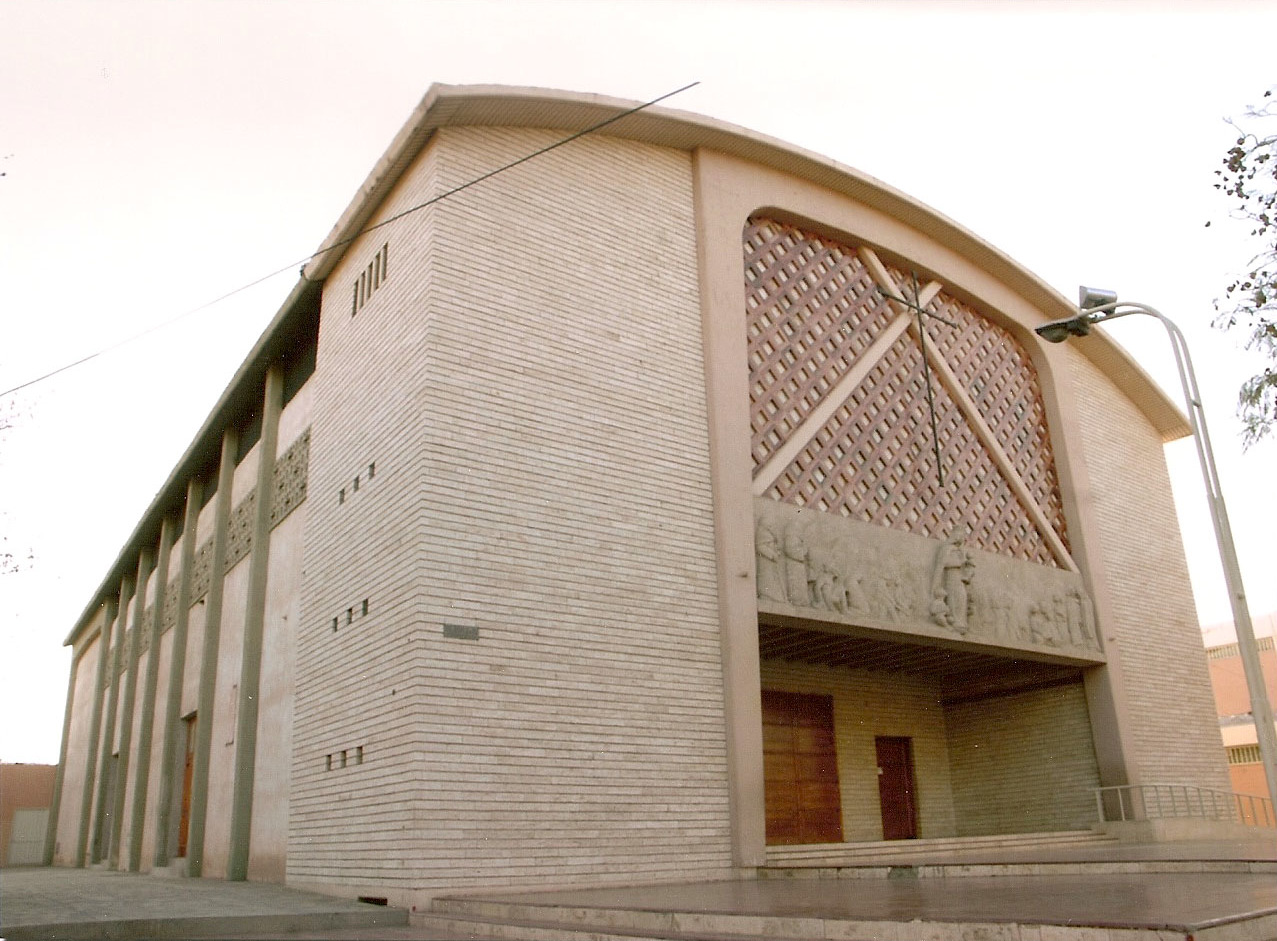
Basílica de Nossa Senhora dos Desamparados, Rivadavia

Rivadavia é um departamento da Argentina, localizado na província do San Juan.